# Matthias Meng
Matthias Meng (* 1982) ist ein deutscher Rettungsschwimmer.

## Leben
Nach dem Abitur spielte Meng zunächst Wasserball und begann dann in der Zeit um das Jahr 2000 mit dem Rettungsschwimmen. 2004 wurde er Weltmeister. Er startete für die DLRG Magdeburg, wechselte jedoch in Vorbereitung der Weltmeisterschaft 2006 nach Halle (Saale). 2006 holte er gemeinsam mit Gregor Kiedorf Gold in der Disziplin Leinenwurf-Staffel. Nach zehn Jahren, bei den Weltmeisterschaften 2016, holte er in dieser Disziplin erneut Gold, diesmal gemeinsam mit Fabian Henning.
Beruflich war Meng (Stand 2016) als Assistenzarzt am Universitätsklinikum Magdeburg tätig.
2006 durfte sich Meng in Anerkennung seines sportlichen Erfolgs als Rettungsschwimmer in das Goldene Buch der Stadt Magdeburg eintragen.